# Latarnia Morska Kikut
Latarnia Morska Kikut – latarnia morska nad Zatoką Pomorską, na polskim wybrzeżu, położona w gminie Międzyzdroje, powiecie kamieńskim, województwie zachodniopomorskim, na wyspie Wolin, w Wolińskim Parku Narodowym, na wzniesieniu Kikut, na południowy zachód od wzniesienia Strażnica.
Latarnia znajduje się pomiędzy Latarnią Morską Świnoujście (około 28 km na zachód), a Latarnią Morską Niechorze (około 30 km na wschód), nieopodal wsi letniskowej Wisełka.

## Informacje ogólne
Latarnia jest administrowana przez Urząd Morski w Szczecinie i nie jest udostępniona do zwiedzania.
Latarnia jest w pełni zautomatyzowana bez stałej obsługi, a w spisach świateł nawigacyjnych jest opisana jako niedozorowana.
Znajduje się tu jedna z jedenastu stacji brzegowych na polskim wybrzeżu systemu AIS-PL projektu HELCOM, który umożliwia automatyczne monitorowanie ruchu statków w strefie przybrzeżnej. Antena stacji w Kikucie ma wysokość 95 m.

## Dane techniczne
- Położenie: 53°58'59" N 14°34'56" E
- Wysokość wieży: 18,20 m[1]
- Wysokość światła: 91,50 m n.p.m.[1]
- Zasięg nominalny światła: 16 Mm (29,632 km)[1]
- Charakterystyka światła: Izofazowe[1][6]
  - Okres: 10,0 s
  - Światło: 5,0 s
  - Przerwa: 5,0 s

Wyposażona w AIS MMSI 2614800

## Historia
Etymologia pochodzi od niemieckiej nazwy wieży widokowej z XIX wieku "Kiekturm", na której zbudowano latarnię morską. Rdzeń "kiek" lub "kyk" pochodzi od niemieckiego "gycke" - spoglądaj.
W latach 60. XX wieku rozwój zespołu portowego Szczecin-Świnoujście, przyczynił się do powstania problemu dokładnego określenia pozycji na torze podejściowym do portu dla coraz większych statków zawijających do Świnoujścia. Zaproponowano więc aby w latarnię morską zmienić wieżę widokową na wzniesieniu Strażnica (73,9 m n.p.m.), niedaleko miejscowości Wisełka, na terenie Wolińskiego Parku Narodowego. Projekt adaptacji powstał w Biurze Projektantów Budownictwa Morskiego w Gdańsku. Okrągłą wieżę zbudowaną z kamieni polnych o wysokości 10,2 m podwyższono za pomocą cegieł o 2,6 m. Na tym postawiono pomalowaną na biało laternę. Latarnia uruchomiona została w dniu 10 lutego 1962 roku.
W laternie zamontowano sprowadzone ze Szwecji urządzenia optyczne. Początkowo w kabinie optycznej znajdowała się latarnia elektryczno-gazowa z 1000 W żarówką. Jako rezerwowe źródło światła służyło oświetlenie pochodzące z czterech umieszczonych w przyziemiu latarni butli acetylenowych połączonych przewodami gazowymi z latarnią. Po dwudziestu latach instalację gazową zlikwidowano na rzecz instalacji elektrycznej ze zmieniaczem na dwóch żarówkach. Od 1994 roku w laternie zamontowane jest urządzenie składające się z cylindrycznej soczewki o średnicy 500 mm, wewnątrz której umieszczono sześciopozycyjny zmieniacz z żarówkami halogenowymi o mocy 75 W każda. Zmieniacz działa w ten sposób, że obracając się automatycznie wprowadza do optyki nową żarówkę, gdy któraś z żarówek się przepali. W razie awarii działa w latarni automatycznie ładowana bateria akumulatorów, dzięki czemu latarnia nie wymaga stałej obsługi na miejscu. Latarnia Kikut jest jedyną w Polsce latarnią bezobsługową.